# Virgilio Galindo
Virgilio Galindo (Caracas, 5 de diciembre de 1934 - Caracas, 14 de noviembre de 2004) fue un actor y comediante venezolano de larga trayectoria en el cine, teatro y la televisión de su país y, aunque la mayoría de su trayectoria artística se concentró en el humorismo, igualmente demostró sus dotes histriónicas en producciones dramáticas.

## Biografía
Virgilio Galindo ingresó a RCTV cuando participó en programas como El Show de las 12 y El Show de Renny para, posteriormente, ser uno de los cofundadores de Radio Rochela en el cual interpretaba a un personaje cómico llamado Ruyío (apodo con el cual fue ampliamente conocido). Asimismo protagonizó la película Juan Topocho, a finales de la década de los setenta, junto con Amalia Pérez Díaz. En 1976 tuvo su propio programa cómico titulado: El Inspector Tuyuyo, que se transmitía por el canal RCTV. En 1977 actuó en la película argentina La nueva cigarra, dirigida por Fernando Siro.
Galindo también participó en la telenovela Estefanía, interpretando el papel del Padre Argemiro e, igualmente, tuvo un importante papel en la serie Kiko Botones, protagonizada por Carlos Villagrán. En sus últimos años participó en el programa cómico Cheverísimo, de Venevisión y también fue una de las voces que participaron en los chistes incluidos en las tamboreras y gaitas zulianas navideñas de Joselo y Simón Díaz con Hugo Blanco.
Estuvo casado con la cantante Josefina Rodríguez, más conocida como "La Gitana de Color", de quien enviudaría en 1998.

## Filmografía

### Televisión

#### Telenovelas
- El amo (Cadena Venezolana de Televisión, 1966)
- Canaima (RCTV, 1976)
- La hija de Juana Crespo (RCTV, 1977)
- Soltera y sin compromiso (RCTV, 1978)
- El ángel rebelde (RCTV, 1978-1979)
- Estefanía (RCTV, 1979-1980) ... Padre Argemiro Villamizar
- Rosa Campos, provinciana (RCTV, 1980) ... Álvaro
- Luisana mía (RCTV, 1981) ... Emilio Narváez
- Chao, Cristina (RCTV, 1983)
- Bienvenida Esperanza (RCTV, 1983) ... Erasto
- Marisela (RCTV, 1983) ... José Mercedes Gamboa
- Leonela (RCTV, 1984) ... Padre
- La muchacha del circo (RCTV, 1988)
- El engaño (RCTV, 1990) ... Padre Anselmo
- Gardenia (RCTV, 1990) ... Próspero Capote
- El Desprecio (RCTV, 1991) ... Colimodio "Pereto" Peralta
- Los amores de Anita Peña (RCTV, 1996)
- El país de las mujeres (Venevisión, 1998-1999) ... Quintino Rondon

#### Series y Miniseries
- Panchito y Arturo (RCTV, 1981)

#### Teleteatros y Unitarios
- Trono de Sangre (RCTV, 1976)

#### Programas cómicos
- Radio Rochela (RCTV, 1959-1996) ... Diversos personajes
- El Inspector Tuyuyo (RCTV, 1976-1977)
- Federrico (RCTV, 1983)
- Kiko Botones (RCTV, 1986) ... Ruyío
- Cheverísimo (Venevisión, 1997-2002) ... Diversos personajes

#### Otros programas
- El Show de las doce (RCTV, 1954-1960) ... Diversos personajes
- El Show de Renny (RCTV, 1961-1964) ... Diversos personajes
- A todo color (RCTV, 1979-1980) ... Conductor del segmento Cocinando con Ruyío

### Cine
- Caín adolescente (1959) ... Morrocoy
- Sagrado y Obsceno (1975)
- Los hombres sólo piensan en eso (1976) ... Policía
- El pez que fuma (1977)
- La nueva cigarra (1977)
- Encuentros muy cercanos con señoras de cualquier tipo (1978)
- Juan Topocho (1980) ... Juan Topocho

## Teatro
(Reseña parcial)
- Ruyío sólo para adultos (1983) ... Él mismo
- Los hombres de Ganímedes (2004) ... Presidente Alfonso Gutiérrez